# Fächerschwanzkuckuck
Der Fächerschwanzkuckuck (Cacomantis flabelliformis) ist ein in Australien und Ozeanien vorkommender Vogel aus der Familie der Kuckucke (Cuculidae). Wie zahlreiche Arten der Kuckucksvögel ist der Fächerschwanzkuckuck ein obligatorischer Brutschmarotzer. Wie für die Gattung Cacomantis charakteristisch, ist der Fächerschwanzkuckuck eine vergleichsweise kleine Kuckucksart. Es werden mehrere Unterarten unterschieden.

## Merkmale

### Körperbau und -maße
Fächerschwanzkuckucke erreichen eine Körperlänge von 24 bis 28 Zentimetern und ein Gewicht von durchschnittlich 49 Gramm. Er ist insgesamt etwas größer als der Rostbauchkuckuck und der Buschkuckuck, denen er beiden in seinem Körperbau ähnelt.
Die Flügellänge beträgt bei den Männchen durchschnittlich 14,4 Zentimeter, die der Weibchen ist mit durchschnittlich 14 Zentimeter geringfügig kürzer. Die Schnabellänge beträgt bei beiden Geschlechtern 2,1 Zentimeter. Auf das Schwanzgefieder entfallen bei den Männchen durchschnittlich 14 Zentimeter der Körperlänge, bei den Weibchen ist das Schwanzgefieder mit 13,5 Zentimeter etwas kürzer.
Der Geschlechtsdimorphismus ist bei dieser Art nur gering ausgeprägt. Weibchen sind tendenziell auf der Körperunterseite etwas blasser und an den Körperseiten leicht grau gefleckt.

### Erscheinungsbild adulter Fächerschwanzkuckucke
Bei beiden Geschlechtern ist der Kopf und der Hals aschgrau. Der Augenring ist gelb. Die übrige Körperoberseite und die Flügel sind blaugrau. Das Kinn und die obere Kehle sind aschgrau. Die Färbung des Brust- und Bauchbereichs variiert von trüb graugelb bis zu orangebraun und kann in ihrer Intensität regional stark schwanken. Bei Weibchen ist die Körperunterseite gewöhnlich blasser und weist eine intensivere Querbänderung auf. Die langen Steuerfedern sind schiefergrau und hell eingefasst, auf der Unterseite dunkelgrau und weiß quergebändert. Sie werden zuweilen fächerförmig ausgebreitet. Die Iris ist dunkelbraun, der Schnabel schwärzlich, Beine und Füße sind olivgelb.

### Erscheinungsbild von Jungvögeln

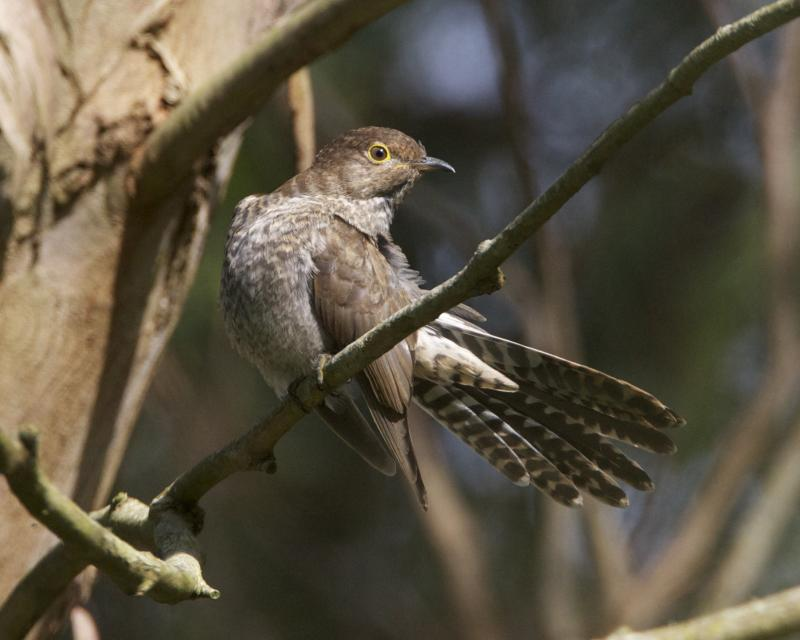
Fächerschwanzkuckuck mit fächerförmig ausgebreiteten Schwanzfedern, vermutlich Jungvogel

Jungvögel sind auf der Körperoberseite deutlich dunkler und brauner als adulte Vögel. Auf der Körperunterseite sind sie stark gefleckt. Der Kopf und der Hals sind gewöhnlich dunkelbraun mit einer feinen rotbraunen Fleckung. Das Kinn und die Kehle sind weißlich. Die Färbung geht an den Halsseiten in ein helles Rötlichbraun sowie am Vorderhals in ein hellbraun über. Die feine Fleckung ist dunkelbraun. Die Körperoberseite ist dunkelbraun mit einer rotbraunen Fleckung oder Schulung. Das Schwanzgefieder ist auf der Oberseite dunkelbraun mit hell rotbraunen Flecken entlang der Seiten. Die Körperunterseite ist cremefarben bis weißlich mit einer dichten graubraunen Queränderung oder Fleckung. Die Unterschwanzdecken sind blass rotbraun und weisen bei den meisten Individuen eine breite Querbänderung auf. Auf der Unterseite ist das Schwanzgefieder dunkelbraun mit einer auffälligen helleren Querbänderung.
Der Schnabel ist bei Jungvögeln noch hellbraun mit einem dunkelbraunen Schnabelfirst und einer rostbraunen Schnabelbasis. Die Füße und Beine sind bei ihnen noch blassgelb bis orangegelb. Die Iris ist graubraun bis braunschwarz. Der Orbitalring ist blassgelb mit einem grünlichen oder grauem Schimmer.

## Verbreitung der einzelnen Unterarten

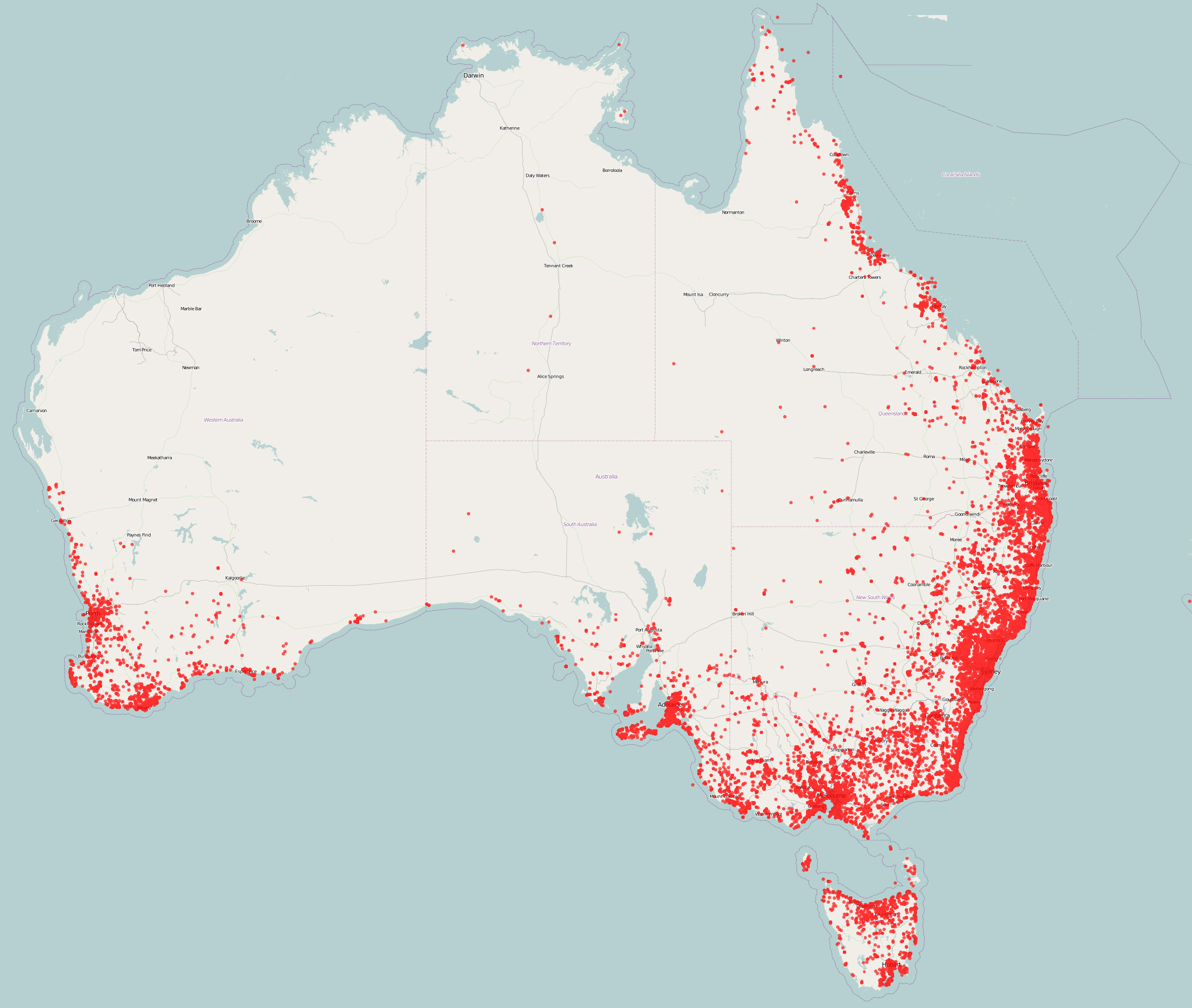
Verbreitungsgebiet in Australien

Der Fächerschwanzkuckuck kommt in Australien und Ozeanien vor, fehlt jedoch auf Neuseeland. Neben der im Südwesten, Südosten und Osten Australiens sowie in Tasmanien vorkommenden Nominatform Cacomantis flabelliformis flabelliformis sind fünf weitere Unterarten bekannt:
- Cacomantis flabelliformis excitus Rothschild & Hartert, 1907, im Hochland von Neuguinea. Die Körperoberseite ist im Vergleich mit der Nominatform auf der Körperoberseite etwas dunkler mit einem grünlichen oder bläulichen Schimmer. Das Kinn ist dunkelgrau, die übrige Körperunterseite dunkel rotbraun mit kleinen grauen Fleckchen.[3]
- Cacomantis flabelliformis meeki Rothschild & Hartert, 1902, auf den Salomonen
- Cacomantis flabelliformis pyrrophanus (Vieillot, 1817), auf Neukaledonien und den Loyalitätsinseln.[7] Diese Unterart hat im Vergleich zur Nominatform eine dunklere Körperoberseite. Die Körperunterseite ist dunkel rotbraun mit einigen wenigen weißen Flecken auf dem Schnabel. Der Schnabel ist schlanker.
- Cacomantis flabelliformis schistaceigularis Sharpe, 1900, auf Vanuatu. Die Graufärbung des Kopfes setzt sich an der Kehle und der Vorderbrust fort. Die Schwingen und der Schwanz ist im Vergleich mit der Nominatform kürzer, der Schnabel etwas kräftiger.
- Cacomantis flabelliformis simus (Peale, 1848), auf den Fidschi-Inseln. C. f. simus ost die kleinste Unterart. Sie hat einen breiteren Schnabel und ist auf der Körperoberseite grünlich überwaschen. Die Körperunterseite ist blasser als bei der Nominatform.[3]

## Wanderungen und Ortstreue

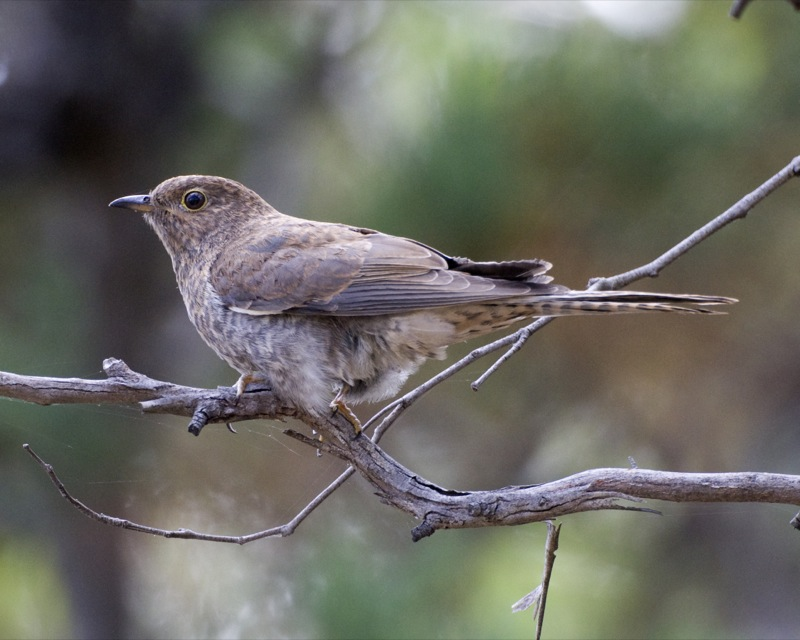
Fächerschwanzkuckuck

Auf dem australischen Kontinent zeigen sie komplexe Zugbewegungen, die keinem klaren Muster folgen. Grundsätzlich wird davon ausgegangen, dass die im Südosten Australiens lebenden Fächerschwanzkuckucke Zugvögel sind, die nach der Brutzeit in den Norden ziehen. In einigen australischen Regionen hat man außerdem beobachtet, dass es in einigen Jahren zu keinen Zugbewegungen kommt und die Kuckucke ganzjährig im Gebiet bleiben. Sie sind in einigen Regionen ganzjährig eine häufige Vogelarten, in anderen Regionen tauchen sie nur in einigen Jahren auf. Regenfall und damit die Verfügbarkeit von Beutetieren kann bei diesen Zugbewegungen eine Rolle spielen.
Von den auf Tasmanien lebenden Populationen scheint der größte Teil nach der Brutzeit aufs australische Festland zu ziehen. Die Zugbewegungen beginnen im australischen Herbst, nämlich in den Monaten März bis April. Im August bis September, dem australischen Spätwinter, kehren die tansanischen Fächerschwanzkuckucke wieder zurück. Eiablagen werden auf Tasmanien in den Monaten September bis Januar beobachtet. Der Höhepunkt der Eiablage fällt in die Monate Oktober bis November.
Bislang liegen nur wenige Beringungsdaten für Fächerschwanzkuckucke vor: Zwischen 1953 und 1996 wurden in Australien, auf Neuguinea und Mikronesien insgesamt 1194 Fächerschwanzkuckucke beringt und 65 davon später wieder eingefangen. 64 Prozent der Wiederfänge erfolgten in einem Abstand von weniger als 10 Kilometer vom ursprünglichen Bedingungsort, obwohl die Wiederfänge bis zu maximal zwei Jahre später erfolgten. Ein weiterer Fächerschwanzkuckuck, der als Jungvogel beringt wurde, wurde 66 Monate nach seiner Beringung drei Kilometer von seinem ursprünglichen Neststandort aufgefunden. Das weist darauf hin, dass Fächerschwanzkuckucke trotz der oben beschriebenen Wanderbewegungen vergleichsweise ortstreu sind.

## Lebensraum

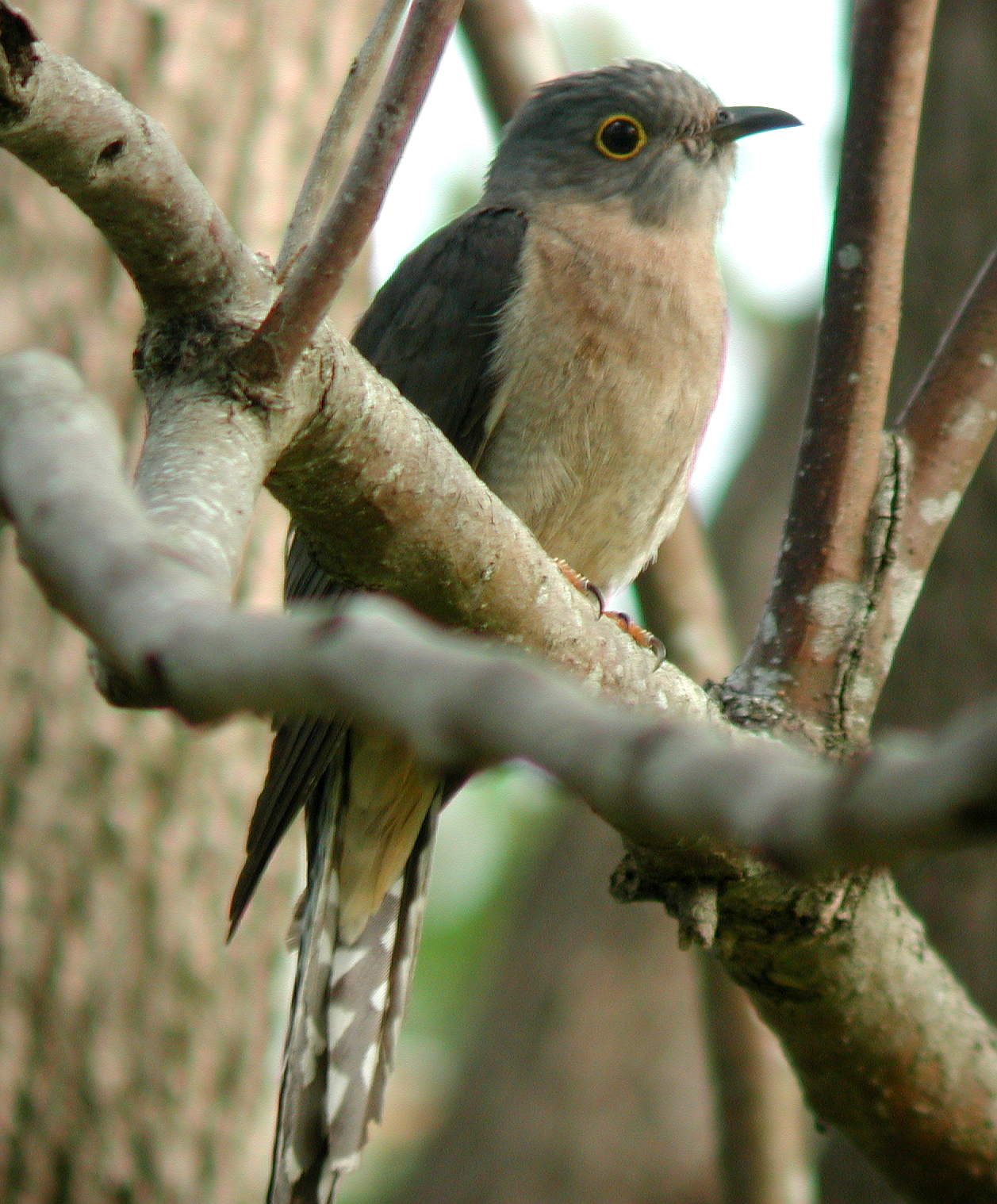
Fächerschwanzkuckuck, Südosten von Queensland

Hauptlebensraum der Art sind Mangroven- und Regenwälder. In Neuguinea besiedelt sie Höhenlagen zwischen 1500 und 3000 Metern. Grundsätzlich zeigt der Fächerschwanzkuckuck keine spezifischen Vorlieben für einen bestimmten Lebensraum. Er besiedelt tropische, subtropische und gemäßigte Regenwälder sofern sie Unterholz aufweisen. Er kommt außerdem an Waldrändern, entlang von Wasserläufen, in feuchten Eukalyptuswäldern sowie trockenen Hartlaubwäldern vor. Er ist auch auf Obstplantagen, auf Weideflächen mit Baumbestand und Kiefernplantagen anzutreffen. Er dringt auch in den städtischen Raum vor und ist in Parks und Gärten zu beobachten.

## Lebensweise
Fächerschwanzkuckucke ernähren sich von Insekten, in erster Linie von Schmetterlingsraupen sowie anderen Gliederfüßern. Anders als andere Cacomantis-Arten suchen sie überwiegend am Erdboden oder im niedrigen Gebüsch nach ihren Beutetieren. Nur gelegentlich sind sie auch in Baumkronen während der Nahrungssuche zu beobachten. Sie leben überwiegend einzelgängerisch oder in Paaren. Gelegentlich schließen sie sich auch zu kleinen Gruppen zusammen. Generell sind sie außerhalb der Brutzeit scheue und wenig auffallende Kuckucke. Während der Brutzeit sind dagegen ihre Rufe während der Nacht und des Tages regelmäßig zu vernehmen. Sie sitzen in dieser Zeit auch häufig auf exponierten Singwarten.

## Fortpflanzung
Die Brutsaison fällt in Australien in die Monate August bis Dezember, auf den Fidschi-Inseln in die Monate November bis Februar. Wie viele andere Kuckucksarten sind sie obligatorische Brutparasiten und legen ihre Eier in die Nester verschiedener Wirtsvögel, dazu zählen Malurus-, Acanthiza-, Petroica- und  Sericornis-Arten. Diese Wirtseltern ziehen den Jungvogel groß, ähnlich aber wie beim Blasskuckuck werden ausgewachsene Fächerschwanzkuckucke in der Nähe von Nestern beobachtet, in denen Jungvögel dieser Kuckucksart heranwachsen. Bei einer Beobachtung eines ausgewachsenen Weibchens handelte es sich mit Sicherheit um den Elternvogel des heranwachsenden Jungvogels. Über fünf Tage lang fütterte dieses Weibchen den bereits flügge gewordenen Jungvogel parallel zu den Wirtsvogeleltern. Danach verschwand das Weibchen, während die Wirtsvögel den Jungvogel weitere zwei Wochen fütterten.

## Gefährdung
Der Fächerschwanzkuckuck ist in seinen Vorkommensgebieten nicht bedroht und wird demzufolge von der Weltnaturschutzorganisation IUCN als  „least concern = nicht gefährdet“ klassifiziert. In ostaustralischen Eukalyptuswäldern wurde eine Populationsdichte zwischen 0,02 und 1,1 Vögeln pro Hektar berechnet.